# 左旗增廿三
狐狸座22，又名BD+23 3944，HD 192713、SAO 88416、HR 7741，是狐狸座的一颗恒星，视星等为5.15，位于銀經63.47，銀緯-6.36，其B1900.0坐标为赤經20h 11m 11s，赤緯+23° -6.36′ 11″。